# NGC 2535
NGC 2535 (również PGC 22957 lub UGC 4264) – galaktyka spiralna (Sc/P), znajdująca się w gwiazdozbiorze Raka. Odkrył ją Édouard Jean-Marie Stephan 22 stycznia 1877 roku. Oddziałuje grawitacyjnie z sąsiednią, mniejszą NGC 2536. Obie te galaktyki stanowią obiekt Arp 82 w Atlasie Osobliwych Galaktyk Haltona Arpa i znajdują się w odległości około 186 milionów lat świetlnych od Ziemi.
W galaktyce NGC 2535 zaobserwowano supernową SN 1901A.